# Serica sudhausi
Serica sudhausi är en skalbaggsart som beskrevs av Ahrens 2005. Serica sudhausi ingår i släktet Serica och familjen Melolonthidae. Inga underarter finns listade i Catalogue of Life.